# العلاقات الإيرانية الزامبية
العلاقات الإيرانية الزامبية هي العلاقات الثنائية التي تجمع بين إيران وزامبيا.

## مقارنة بين البلدين
هذه مقارنة عامة ومرجعية للدولتين:
| وجه المقارنة                                              | إيران                    | زامبيا                         |
| --------------------------------------------------------- | ------------------------ | ------------------------------ |
| المساحة (كم2)                                             | 1.65 مليون               | 752.62 ألف                     |
| عدد السكان (نسمة)                                         | 79.97 مليون              | 17.09 مليون                    |
| الكثافة السكانية (ن./كم²)                                 | 48.47                    | 22.71                          |
| العاصمة                                                   | طهران                    | لوساكا                         |
| اللغة الرسمية                                             | لغة فارسية               | لغة إنجليزية                   |
| العملة                                                    | ريال إيراني              | كواشا زامبي، كواشا زامبي قديم ‏ |
| الناتج المحلي الإجمالي (بليون دولار)                      | 439.51 مليار             | 25.81 مليار                    |
| الناتج المحلي الإجمالي (تعادل القوة الشرائية) بليون دولار | 1.36 تريليون             | 62.18 مليار                    |
| الناتج المحلي الإجمالي الاسمي للفرد دولار أمريكي          |                          | 1.30 ألف                       |
| الناتج المحلي الإجمالي للفرد دولار أمريكي                 |                          | 3.90 ألف                       |
| مؤشر التنمية البشرية                                      | 0.766                    | 0.586                          |
| رمز المكالمات الدولي                                      | +98                      | +260                           |
| رمز الإنترنت                                              | .ir،                     | .zm                            |
| المنطقة الزمنية                                           | ت ع م+03:30، توقيت إيران | ت ع م+02:00                    |

## منظمات دولية مشتركة
يشترك البلدان في عضوية مجموعة من المنظمات الدولية، منها:
| علم المنظمة | اسم المنظمة                                                | تاريخ انضمام إيران | تاريخ انضمام زامبيا |
| ----------- | ---------------------------------------------------------- | ------------------ | ------------------- |
|             | العملية المشتركة للاتحاد الأفريقي والأمم المتحدة في دارفور | ?                  | ?                   |
|             | الاتحاد البريدي العالمي                                    | ?                  | ?                   |
|             | يونسكو                                                     | 6 سبتمبر 1948      | 9 نوفمبر 1964       |
|             | البنك الدولي للإنشاء والتعمير                              | 29 ديسمبر 1945     | 23 سبتمبر 1965      |
|             | وكالة ضمان الاستثمار متعدد الأطراف                         | 15 ديسمبر 2003     | 6 يونيو 1988        |
|             | منظمة الشرطة الجنائية الدولية                              | ?                  | ?                   |
|             | مؤسسة التمويل الدولية                                      | 28 ديسمبر 1956     | 23 سبتمبر 1965      |
|             | الأمم المتحدة                                              | 24 أكتوبر 1945     | 1 ديسمبر 1964       |
|             | مؤسسة التنمية الدولية                                      | 10 أكتوبر 1960     | 23 سبتمبر 1965      |
|             | منظمة حظر الأسلحة الكيميائية                               | ?                  | ?                   |

## وصلات خارجية
- موقع وزارة الخارجية الإيرانية